# 僕らの音楽 Our Music
『僕らの音楽』（ぼくらのおんがく）は、フジテレビ系列で2004年4月3日から2014年9月19日まで放送されていた音楽番組。2004年4月3日から2005年3月26日までは毎週土曜日 23:30 - 翌0:00（JST）に、2005年4月1日から2014年9月19日までは毎週金曜日 23:30 - 23:58（JST）に放送された。2015年以降は不定期特別番組として放送されている。

## 概要
2004年4月3日にスタート。当初の放送時間は毎週土曜日 23:30 - 翌0:00（JST）。ミュージシャンとそれに関連するゲストとの対談やオーケストラ等をバックにしたライブを披露する。
番組開始当初からハイビジョン制作が行われているが、該当するのはオープニングとライブ演奏シーンのみで、インタビュー場面は標準映像で収録・放送されていた（ソニーグループの一社提供時代にはインタビュー部分の撮影に同社のハイビジョンハンディカムを使用していた。後に全編ハイビジョン制作）。また、アナログ放送とデジタル放送では別で編集・送出をしており、両者でテロップの位置や画角に差違を出していた（同局の『新堂本兄弟』や、日本テレビの『Music Lovers』も同様）。
2005年4月1日の第2シリーズから金曜日23:30 - 23:58に放送時間が移動。この時期はフジテレビ系BSデジタル放送・BSフジでも放送されていた（BSフジでは2005年4月9日から土曜日22:30 - 23:00（JST）で地上波から8日遅れ）。
きくち伸が当番組のプロデューサーだった頃、自身のブログ『きくちPの音組ブログ』にて番組中のゲスト対談についてなど、番組内容に関することや裏情報などを放送前や放送後において書くことが常であった。また、きくちが『FNS歌謡祭』もスタッフのトップとして担当していた頃は、『僕らの音楽』と『FNS歌謡祭』の番組作りの際する関連性や、その熱い思いなどにも触れている。口パク無しの生歌、生演奏に強いこだわりがあるのは、より良い音楽番組を視聴者に届けるための自身の信念によるものである。

### 番組タイトル
番組開始当初は現在と同じ「僕らの音楽」として放送されていたが、第2シリーズの開始に伴い「僕らの音楽2」と改題。2006年4月以降の第3シリーズ以降は「僕らの音楽」へ再び改題されたが、放送中に表示される番組ロゴ（チャンネルロゴ表示）での通算シーズンの表記は2014年3月まで行われた。

### スペシャル・ライブイベント
2005年8月28日にはお台場冒険王で、番組に出演したミュージシャンが出演するライブイベント「僕らの音楽♪LIVE」が開催され、2008年度から2014年度までフジテレビ入社式にて「僕らの音楽スペシャルライブ」が開催されていた。
2010年4月2日（金曜日）23:00 - 23:58（JST）には、放送300回を記念した1時間SP『僕らの音楽 300回記念コンサート生放送』が放送された。
2014年5月16日（金曜日）23:30 - 23:58（JST）には、放送10周年を記念した『僕らの音楽 10周年記念コンサート生放送』が放送された。

## シリーズの終焉
当番組のプロデューサーであったきくち伸が人事異動により、2014年7月18日の放送分をもってプロデューサーを降板し、地上波における音組も解散。そして2014年9月19日をもって番組が終了すると東京スポーツが報じた。当初、フジテレビ広報部はスポーツ報知の取材に「10月改編について、まだ決まっていることはありません」とコメントしていたが、のち終了を正式に発表し、シリーズは10年半の歴史に幕を降ろした。10月からは『バナナマンの決断までのカウントダウン』が放送時間移動・リニューアルする形で『バナナマンの決断は金曜日!』を放送。また、金曜23時台前半枠（『COOL TV』枠）には、新たな音楽番組『どぅんつくぱ〜音楽の時間〜』を放送開始した。
当日に生放送された最終回は、『僕らの音楽ラストコンサート』として、槇原敬之、Kiroro、森山直太朗、一青窈、平原綾香、EXILE TAKAHIRO、Superfly、miwaが生出演した。

## シリーズ終了後
当番組終了から約2ヶ月後には、CS放送のフジテレビNEXTにて当番組のDNAを引き継いだ『あたしの音楽』が放送開始された。当番組との異なる点としては、女性の視聴者にターゲットを絞った内容、月1回放送、放送時間が60分などがあるが、基本は2組の出演アーティストが対談するトークコーナーや、コラボレーションで曲を披露するコーナーは当番組と一緒である。但し、CMなしの60分放送なので、CS放送ならではのゆったりとした曲サイズやたっぷりと生演奏、アーティスト同士のトーク、音楽を愛する著名人との対談などが楽しめる構成となっている。特に固定した放送日時は決まっていないが、初放送は20時〜21時の1時間が固定されている。
2015年4月10日（金曜日）23:00 - 23:58（JST）には、『僕らの音楽〜羽ばたく君へ〜』と題して、約7ヶ月ぶりに復活特別番組が放送された。ゲストとしてE-girls、さだまさし、SMAP、谷村新司、ゆずが出演し、同年4月1日に行われたフジテレビ入社式後の懇親会でのライブの模様と、別途収録した新入社員からの質問にゲストが回答する形式でのトークコーナーを放送した。
2015年10月9日（金曜日）23:00 - 23:58（JST）には、『僕らの音楽〜ぼくらのビートルズ』と題して、約半年ぶりに2回目の復活特別番組を放送し、著名人によるビートルズに対するコメントを挿入しながら、2015年11月7日に発売される「ザ・ビートルズ1」に付属する特典映像のリマスター版を世界初放送した。
2015年10月16日（金曜日）より、かつて当番組が放送されていた枠（金曜日 23:30 - 23:58）で、2015年9月2日（水曜日）に放送終了した『水曜歌謡祭』のリニューアル番組『Love music』が放送開始。同枠で、音楽番組がレギュラー放送されるのは、約1年ぶり。
2016年7月23日-24日にかけて放送された『FNS27時間テレビフェスティバル!』で実施されたナオト・インティライミの100曲ライブにおける最終歌唱曲として「上を向いて歩こう」（坂本九）が歌唱されたが、歌唱する直前に、2012年にナオトが本番組で作詞家の永六輔とトークした当時の映像が流れた。なお、永は放送の2週間前に逝去している。
2017年6月からMCに西川貴教を起用した『西川貴教の僕らの音楽』がフジテレビNEXTで放送されている。

## 提供スポンサー
放送開始から3年間は、前述の通りソニーグループ一社がスポンサーとなっており（番組終了後、ヒッチハイクとしてフォルクスワーゲンのCMが流れる）、同じくソニーグループ単独提供番組である『世界遺産』（TBS系）同様、オープニングに「Sony presents」と表示されていたため、きくち伸が「音楽の世界遺産」をコンセプトにしたほどである。また、珍しく英語での提供読み「SONY This Program Is (Was) Brought You By Sony Family」が使用されていた。
2007年4月からメインスポンサーがソニーグループからキリンビバレッジとなったため、オープニングの「Sony presents」は放送されなくなった（なお、ソニーグループは同年9月までスポンサーとして参加したが、その系列のソニー・ミュージックエンタテインメント側が第3期を最後に降板をしたため、10月からキリンビバレッジの1社単独に切り替わった）。同時に、提供読みも一般的な日本語読みとなった。
2008年3月28日の1時間スペシャルからキリンビールがスポンサーに参入、第5期から1年ぶりにオープニングの「KIRIN Presents」が復活した（レギュラー枠のCMの割合はビバレッジが3：ビールが2の割合になっている）。
2013年4月12日放送分からはキリンビール、キリンビバレッジが降板し、複数社による提供（週替わりスポンサー4〜5社）となる。

## 出演者
第1シリーズでは、ジャーナリストの鳥越俊太郎がインタビュアーを務めていたが、第2シリーズからはメインゲストとパートナーの対談形式になった。パートナーが同じくミュージシャンである場合、1・2曲で伴奏やバックコーラスを務めたりすることが多い。2014年4月11日放送分からは、第3シリーズとして「僕らの○○」と、「僕らの小室哲哉」・「僕らの秋元康」・「僕らの郷ひろみ」など1組のアーティスト・音楽プロデューサーなどの音楽家や「僕らのGIRL'S ROCK」・「僕らのアニソン」・「僕らのGiRL POP」などの1つのジャンル・テーマに視点を置き、その音楽家やジャンル・テーマに縁のあるアーティストも出演して、司会の草彅と加藤アナを中心にクロストークが展開される。
パートナーがタレントや文化人の場合は基本的に対談のみだが、2006年4月28日放送分ではパートナーの笑福亭鶴瓶がメインゲスト、矢井田瞳と「あの素晴しい愛をもう一度」をデュエットしている。内容によっては、「もう一度観たい○○シリーズ」として、過去に放送された『FNS歌謡祭』や『FNSうたの夏まつり』などの大型音楽番組で披露されたパフォーマンスの中で厳選されたパフォーマンスを振り返る総集編、SMAP出演作品を取り上げる回も数回行っていたが、第1期は機動戦士ガンダムシリーズの主題歌を特集したことがあった。
当初は、最近のヒットチャートにとらわれないミュージシャンを中心に採り上げてきたが、『僕らの音楽2』からはヒットチャートを賑わす人間が採り上げられることも多い。なお、番組はソニー提供時代からSME系のレコードレーベルに所属するミュージシャンだけでなく、他社のミュージシャンもよく登場している。
2007年4月から2013年3月まではキリングループがスポンサーになっていたため、同業他社の酒類・ソフトドリンクのCMに出演しているアーティストは原則としてない。逆に2010年6月11日放送分ではサントリー「モルツ」のCMに出演している矢沢永吉がゲストだったこともあり、この日に限り番組内のCMだけでなく通常後続の『ニュースJAPAN』前に放送される30秒のカウキャッチャーも含めてACジャパンの公共広告に差し替えられた（オープニング・エンディングの提供クレジットは通常通り読まれた）。
なお、2012年度の場合、AKB48の選抜メンバーの多くが当時・アサヒ飲料の缶コーヒー『ワンダ』に起用されているが、6月8日放送回ではSKE48の松井珠理奈が、9月28日放送回ではプロデューサーで作詞家の秋元康（対談ゲストは谷村新司）が出演した。AKBファミリーの直接出演は無かったが、秋元・SKE48同様、アサヒグループなど、キリングループ以外の同業他社とのCM契約がないために出演できたと見られる。
また、各回のゲストは公式サイト・「SET LIST」項を参照のこと。

## 書籍
- 『僕らの音楽 対談集1〜4巻』 各1,470円（税込） ソニー・マガジンズ

## 映像作品
- 華原朋美のアルバム『NAKED』の初回限定盤のDVDに「I'm proud」の映像を収録。

## ネット局と放送時間
| 放送対象地域  | 放送局                    | 系列           | 放送日時           | 遅れ日数   |
| ------------- | ------------------------- | -------------- | ------------------ | ---------- |
| 関東広域圏    | フジテレビ（CX）          | フジテレビ系列 | 金曜 23:30 - 23:58 | 制作局     |
| 北海道        | 北海道文化放送（uhb）     | フジテレビ系列 | 金曜 23:30 - 23:58 | 同時ネット |
| 岩手県        | 岩手めんこいテレビ（mit） | フジテレビ系列 | 金曜 23:30 - 23:58 | 同時ネット |
| 宮城県        | 仙台放送（OX）            | フジテレビ系列 | 金曜 23:30 - 23:58 | 同時ネット |
| 秋田県        | 秋田テレビ（AKT）         | フジテレビ系列 | 金曜 23:30 - 23:58 | 同時ネット |
| 山形県        | さくらんぼテレビ（SAY）   | フジテレビ系列 | 金曜 23:30 - 23:58 | 同時ネット |
| 福島県        | 福島テレビ（FTV）         | フジテレビ系列 | 金曜 23:30 - 23:58 | 同時ネット |
| 新潟県        | 新潟総合テレビ（NST）     | フジテレビ系列 | 金曜 23:30 - 23:58 | 同時ネット |
| 長野県        | 長野放送（NBS）           | フジテレビ系列 | 金曜 23:30 - 23:58 | 同時ネット |
| 静岡県        | テレビ静岡（SUT）         | フジテレビ系列 | 金曜 23:30 - 23:58 | 同時ネット |
| 富山県        | 富山テレビ（BBT）         | フジテレビ系列 | 金曜 23:30 - 23:58 | 同時ネット |
| 石川県        | 石川テレビ（ITC）         | フジテレビ系列 | 金曜 23:30 - 23:58 | 同時ネット |
| 福井県        | 福井テレビ（FTB）         | フジテレビ系列 | 金曜 23:30 - 23:58 | 同時ネット |
| 中京広域圏    | 東海テレビ（THK）         | フジテレビ系列 | 金曜 23:30 - 23:58 | 同時ネット |
| 近畿広域圏    | 関西テレビ（KTV）         | フジテレビ系列 | 金曜 23:30 - 23:58 | 同時ネット |
| 鳥取県 島根県 | 山陰中央テレビ（TSK）     | フジテレビ系列 | 金曜 23:30 - 23:58 | 同時ネット |
| 岡山県 香川県 | 岡山放送（OHK）           | フジテレビ系列 | 金曜 23:30 - 23:58 | 同時ネット |
| 広島県        | テレビ新広島（TSS）       | フジテレビ系列 | 金曜 23:30 - 23:58 | 同時ネット |
| 愛媛県        | テレビ愛媛（EBC）         | フジテレビ系列 | 金曜 23:30 - 23:58 | 同時ネット |
| 高知県        | 高知さんさんテレビ（KSS） | フジテレビ系列 | 金曜 23:30 - 23:58 | 同時ネット |
| 福岡県        | テレビ西日本（TNC）       | フジテレビ系列 | 金曜 23:30 - 23:58 | 同時ネット |
| 佐賀県        | サガテレビ（STS）         | フジテレビ系列 | 金曜 23:30 - 23:58 | 同時ネット |
| 長崎県        | テレビ長崎（KTN）         | フジテレビ系列 | 金曜 23:30 - 23:58 | 同時ネット |
| 熊本県        | テレビくまもと（TKU）     | フジテレビ系列 | 金曜 23:30 - 23:58 | 同時ネット |
| 鹿児島県      | 鹿児島テレビ（KTS）       | フジテレビ系列 | 金曜 23:30 - 23:58 | 同時ネット |
| 沖縄県        | 沖縄テレビ（OTV）         | フジテレビ系列 | 金曜 23:30 - 23:58 | 同時ネット |